# جنگ داخلی یمن (۲۰۱۴–اکنون)
جنگ داخلی یمن (عربی: الحرب الأهلية اليمنية) یک جنگ داخلی چندجانبه که عمدتاً بین رشاد علیمی، رئیس شورای رهبری ریاست جمهوری و مهدی مشاط، رئیس شورای عالی سیاسی، همراه با حامیان و نیروهایشان، در حال انجام است و در اواخر سال ۲۰۱۴، آغاز شد. هر دو طرف، ادعای رهبری دولت رسمی یمن را دارند.
پس از چند انفجار در ۲۹ اسفند ۱۳۹۳ (۲۰ مارس ۲۰۱۵) در صنعا که به کشته شدن بیش از صد نفر از جمله یکی از رهبران معنوی جنبش حوثی‌ها انجامید حوثی‌های تحت حمایت جمهوری اسلامی ۲ فروردین ۱۳۹۴ (۲۲ مارس) به استان تعز رفتند و در ۵ فروردین (۲۵ مارس) با حمله به دیگر مناطق تعز و مخا و لحج را تصرف کردند و به دروازه‌های عدن پایگاه قدرت دولت هادی رسیدند. همان روز هادی از کشور گریخت و تحت پیگرد قانونی با دادخواهی عمومی قرار گرفت. عربستان سعودی با ائتلافی به فرماندهی خود دست به مداخلهٔ نظامی زد و کوشید طی حمله‌های هوایی دولت رسمی یمن را بازگرداند. آمریکا نیز به پشتیبانی اطلاعاتی و آمادی (لجستیکی) مبارزات پرداخت. از ۲ مه دست‌کم ۷۰۰ غیرنظامی تنها در عدن کشته شده‌اند.
در ۱۷ اکتبر ۲۰۱۵ عربستان حضور نظامیان سودانی را در ائتلاف به رهبری این کشور در حمله به یمن تأیید کرد.
وزارت حقوق بشر یمن در ژوئن۲۰۱۹ با انتشار گزارشی در حساب فیس‌بوک خود اعلام کرد: از ماه مارس سال ۲۰۱۵ تاکنون بیش از ۲۷۰۰ غیرنظامی از جمله زنان و کودکان فقط در استان تعز در جنوب غرب کشور توسط شبه نظامیان حوثی کشته شدند.
در این گزارش همچنین آمده‌است: "همچنین در حملات حوثی‌ها به این شهر بیش از ۱۳ هزار نفر زخمی شده‌اند. حوثی‌ها در این مدت ۷۰۵ نفر از جمله زنان و کودکان را ربوده و حدود ۶ هزار نفر را مجبور به ترک منازل خود کرده‌اند.

## دخالت جمهوری اسلامی ایران در یمن
جمهوری اسلامی ایران، افزون بر دخالت نظامی و سیاسی در سوریه و عراق و افغانستان و لبنان…، در امور کشور یمن، دخالت می‌کند.
جمهوری اسلامی ایران، به گروه‌های نیابتی خود در یمن کمک نظامی میدانی و سیاسی می‌کند.
برایان هوک، نماینده ویژه وزارت خارجه آمریکا در امور ایران، با اشاره به نیاز به تمدید تحریم تسلیحاتی ایران گفت که جمهوری اسلامی خواستار جنگی بی‌پایان در یمن و در جنوب عربستان است.
بر پایه برخی از منابع، گروه‌های نیابتی نظام جمهوری اسلامی ایران، امنیت خاورمیانه را تهدید می‌کنند.

### نقض حقوق بشر در یمن
آمریکا نظام جمهوری اسلامی ایران را به نقض حقوق بشر در یمن متهم کرده‌است.

### مانع صلح در یمن
به گفته کلی کرفت، سفیر آمریکا در سازمان ملل متحد، نظام جمهوری اسلامی ایران با حمایت مالی و نظامی خود از حوثی‌ها، به درگیری، خونریزی و بدبختی در یمن دامن زده‌است. دخالت رژیم ایران چشم‌انداز صلح را تضعیف و گرسنگی، مریضی، و آشفتگی را به یک واقعیت روزانه برای میلیون‌ها تن از مردم یمن تبدیل کرده‌است و همچنین مانع صلح در یمن است.

### کمک‌های ایران به انصارالله یمن
در۱۹ اردیبهشت ۱۴۰۰ نیروی دریایی ایالات متحده محموله ای شامل هزاران سلاح را در دریای عرب پیدا کرد که گمان می‌رود سلاح‌های ارسالی ایران برای شورشیان یمنی (انصارالله یمن) باشد.
نیروی دریایی آمریکا در دی ۱۴۰۱ اعلام کرد که یک کشتی ماهیگیری را که در حال انتقال دو هزار و ۱۱۶ قبضه اسحله کلاشنیکف از ایران به یمن بوده، توقیف کرده‌است. برد کوپر، فرمانده این نیروها در خاورمیانه گفت: «این محموله بخشی از رفتارهای همیشگی ایران برای بی‌ثبات کردن منطقه است.»

#### مین‌های ایران در یمن
شبه نظامیان حوثی و نیروهای علی عبدالله صالح، یک موج جدید از مین‌گذاری در اطراف بندر حدیده را با هدف آسیب وارد کردن به کشتیها و قایقهایی که از مسیر باب‌المندب عبور می‌کنند شروع کرده‌اند. شبه نظامیان حوثی و نیروهای علی عبدالله صالح با کمک مستقیم نیروهای سپاه پاسداران ایران شروع به کشت گستردهٔ مین‌های استتار شده دریایی در ابعاد مختلف کرده‌اند. این مین‌ها ساخت ایران بوده و در منطقه اطراف بندر حدیده کشت می‌شود.

### استفاده از متخصصان و مهندسان ایرانی
ناظران و برخی منابع مطبوعاتی فاش کردند که شبه نظامیان حوثی اقدام به وارد کردن تعدادی از متخصصین استتار و ساخت و نصب مینها از ایران و همچنین افراد وابسته به حزب‌الله لبنان به یمن نموده‌اند. هدف آن‌ها از این اقدام مین‌گذاری سواحل یمن، به عنوان یک عکس‌العمل انتقامی در مقابل دخالتهای نظامی و جنایت‌های جنگی نیروهای عربستان در همه جبهه‌ها می‌باشد.

## واکنش‌های جهانی
سازمان ملل متحد، روز سه شنبه ۲۸ اردیبهشت، حمله شبه‌نظامیان حوثی به وسیله یک پهپاد بمبگذاری شده به یک بازار عمومی در استان الحدیده درغرب یمن، که به کشته و زخمی شدن ۶ غیرنظامی منجر شد، را به شدت محکوم کرد.

## آمار کشتگان
جنگ یمن (تا سال ۲۰۲۱ م) حدود صد و سی هزار (۱۳۰٫۰۰۰) کشته بر جا گذاشته‌است که شامل بیش از سیزده هزار (۱۳٫۰۰۰) غیرنظامی در حملات هدفمند می‌شود. همچنین ناظران می‌گویند از آغاز جنگ تاکنون، هشتاد و پنج هزار (۸۵٫۰۰۰) کودک زیر ۵ سال بر اثر گرسنگی یا بیماری جان خود را از دست داده‌اند.